# Anthurium pedatum
Anthurium pedatum là một loài thực vật có hoa trong họ Ráy (Araceae). Loài này được (Kunth) Endl. ex Kunth miêu tả khoa học đầu tiên năm 1841.